# Gayton (Northamptonshire)
Gayton – wieś w Anglii, w hrabstwie Northamptonshire, w dystrykcie (unitary authority) West Northamptonshire. Leży 10 km na południowy zachód od miasta Northampton i 95 km na północny zachód od Londynu. W 2009 miejscowość liczyła 632 mieszkańców.